# 15e cérémonie des Filmfare Awards

La quinzième cérémonie des Filmfare Awards s'est déroulée en 1968 à Bombay en Inde.

## Palmarès
| Catégorie                                     | Lauréat |
| --------------------------------------------- | --- |
| Meilleur film                                 | Upkar - produit par R.N. Goswami et Harkishen R. Mirchandani - réalisé par Manoj Kumar - avec Asha Parekh, Manoj Kumar et Prem Chopra |
| Meilleur réalisateur                          | Manoj Kumar (Upkar) |
| Meilleur acteur                               | Dilip Kumar (Ram Aur Shyam) |
| Meilleure actrice                             | Nutan (Milan) |
| Meilleur acteur dans un second rôle           | Pran (Upkar) |
| Meilleure actrice dans un second rôle         | Jamuna (Milan) |
| Meilleure prestation dans un rôle comique     | Om Prakash (Dus Lakh) |
| Meilleur compositeur                          | Laxmikant - Pyarelal (Milan) |
| Meilleur parolier                             | Gulshan Bawra pour « Mere Desh Ki Dharti » (Upkar)                                                                                    |
| Meilleur chanteur de playback                 | Mahendra Kapoor pour « Neele Gagan Ke Tale » (Hamraz)                                                                                 |
| Meilleure chanteuse de playback               | Asha Bhosle pour « Garibon Ki Suno » (Dus Lakh)                                                                                       |
| Meilleure histoire                            | Manoj Kumar (Upkar) |
| Meilleurs dialogues                           | - |
| Meilleure photographie (noir & blanc)         | Jal Mistry (Baharon Ke Sapne) |
| Meilleure photographie (couleur)              | M.N. Malhotra (Hamraaz) |
| Meilleure direction artistique (noir & blanc) | - |
| Meilleure direction artistique (couleur)      | Abdul Rahim (Chandan Ka Palna) |
| Meilleur son                                  | J.M. Barot (Jewel Thief) |
| Meilleur montage                              | - |